# Orthocentrus deletus
Orthocentrus deletus là một loài tò vò trong họ Ichneumonidae.